# João de Siracusa
São João de Siracusa é um santo da Igreja Católica comemorado a 23 de setembro.
Foi monge Ordem de São Bento e nomeado bispo de Siracusa, em 595. Prestou vários servições ao Papa São Gregório Magno, pelo que recebeu o privilégio do uso do pálio, mesmo sem ter sido elevado à dignidade de arcebispo.